# Phalera flavescens
Phalera flavescens là một loài bướm đêm thuộc họ Notodontidae. Nó được tìm thấy ở Đài Loan, Trung Quốc, Nhật Bản và Hàn Quốc.
Sải cánh dài 45-54 đối với con đực và 55–59 mm đối với con cái.